# Psychotria subsimplex
Psychotria subsimplex är en måreväxtart som beskrevs av Elmer Drew Merrill. Psychotria subsimplex ingår i släktet Psychotria och familjen måreväxter. Inga underarter finns listade i Catalogue of Life.